# Vaticangate - Attentato al Papa
Vaticangate - Attentato al Papa (Das Papstattentat) è un film per la televisione tedesca del 2008 diretto da Rainer Matsutani.

## Trama
Il film parla di un killer, chiamato "il chirurgo", a cui viene dato l'incarico di uccidere il papa.

## Curiosità
- Il nome del Sommo Pontefice non viene mai menzionato salvo nei sottotitoli di un telegiornale in cui appare Papa Clemente Paolo I.
- Nella scena in cui i poliziotti fanno il sopralluogo all'interno del Duomo di Colonia si può udire, in sottofondo, il canto liturgico Chiesa di Dio.